# Roman-photos
Albums de Alain Bashung
16 grands succès
(1977)
Roman-photos est le titre donné par convention au premier album studio d'Alain Bashung paru en 1977 chez Barclay, qui dans son édition originale porte juste le nom de son auteur.

## Historique
Alain Bashung est à l'aube de la trentaine lorsqu'il enregistre et publie en 1977 son premier album, alors qu'il compte onze années de carrière, ponctuées de plusieurs 45 tours passés inaperçus. 
Ce premier album n'obtient que peu d'échos. Il sera d'ailleurs oublié lors des vagues de rééditions ainsi que dans la première « intégrale » de l'artiste publiée (à l'exception de la chanson C'est la faute à Dylan). Longtemps indisponible car quelque peu renié par Bashung, il est finalement réédité en CD, dans l'intégrale Les Hauts de Bashung.
Bashung a dit de cet album, dans Les Inrockuptibles : « J'ai volontairement fait disparaître cet album de mon intégrale, parce que j'estime qu'il ne me ressemble pas du tout. À l'origine, il devait s'intituler « Maquettes » et, avec le recul, il aurait vraiment mérité de rester dans les tiroirs. 

J'étais simplement satisfait d'avoir pu faire un album, à une époque où c'était encore un privilège réservé aux grands de la chanson, mais je n'avais encore abouti aucune de mes réflexions. J'avais un truc en tête, mais je cherchais encore confusément la manière de le faire. La production discographique n'était pas vraiment prête à investir dans le particularisme et, partant de ce constat, je n'avais pas ma place. Pas encore, en tout cas. »
On peut noter que Daniel Balavoine (qui n'était pas encore connu) y fait des chœurs et que l'album fut édité en face A du disque 16 grands succès, une compilation réunissant l'album Roman-photos et huit titres d'Herbert Léonard.

## Liste des titres de l'album
Toute la musique est composée par Alain Bashung.
| No | Titre                         | Paroles        | Durée |
| -- | ----------------------------- | -------------- | ----- |
| 1. | Roman-photos                  | Daniel Tardieu | 2:43  |
| 2. | L'amour c'est pas confortable | Boris Bergman  | 3:33  |
| 3. | Blablas                       | Boris Bergman  | 2:59  |
| 4. | Le Pianiste de l'Eden         | Daniel Tardieu | 3:15  |
| 5. | C'est la faute à Dylan        | Boris Bergman  | 3:43  |
| 6. | Kimono                        | Boris Bergman  | 4:59  |
| 7. | Te revoir                     | Daniel Tardieu | 3:44  |
| 8. | Y'a des jours                 | Boris Bergman  | 3:31  |
| 9. | Cendrillon de Chinatown       | Boris Bergman  | 4:43  |

## Musiciens
- Daniel Balavoine : choeurs
- Joe Hammer : batterie
- Alain Labacci et Ian Jelfs : guitare et choeurs
- Jean-Pierre Pouret : guitare, basse
- Jean-Jacques Milteau : harmonica
- Claude Arini,  Gilles Tinayre : claviers
- Gilbert Dall'anese : saxophone
- Valérie Lagrange : chant sur Roman-photos

## Singles
- 1977 : Roman-photos (avec Valérie Lagrange)  / Le pianiste de l'Eden ( France : 71e)
- 1977 : C'est la faute à Dylan / Kimono